# Papež Bonifacij VI.
Bonifacij VI. (latinsko Papa Bonifacius Sextus), italijanski rimskokatoliški duhovnik, škof in papež; *  13. december 805 Rim, Lacij, Papeška država, Frankovsko cesarstvo (danes Italija), † 24. april 896, Rim. 

Papež je bil od 10. do 24. aprila 896. 

## Življenjepis

### Razburkano življenje
Bonifacij je bil sin visokega cerkvenega dostojanstvenika – škofa Hadrijana (Adriano); po vsej verjetnosti je pripadal rimski družini. 

Razlogi za tako kratko sedisvakanco na Apostolskem sedežu za smrtjo njegovega predhodnika Formoza – le okrog teden dni – so bili najprej zunanjepolitični. Nad Rimom je vladal Arnulf po upravniku Faroldu s pomočjo cesarskih krdel; v mestu pa sta vladala nasilje in strah; to je omogočilo, da so izvolili Spoletanci za papeža Bonifacija in ga posvetili, ne da bi se držali kanoničnih predpisov. Novi papež je imel za seboj burno preteklost. Vsaj dvakrat je bil zaradi nenravnega vedenja zadet s cerkveno kaznijo in preveden v laiški stan. Prvič, ko je komaj postal subdiakon; drugič pa, ko je že prejel duhovniško posvečenje. 

S cerkvenimi kaznimi ga je udaril papež Janez VIII. zaradi neurejenega življenja: bil je razčinjen in izobčen. Po prvi kazni je bil znova sprejet in povzdignjen v duhovništvo; pa je bil zopet razrešen in izobčen. Papež Janez ga tokrat ni več sprejel nazaj – najverjetneje kdo od njegovih naslednikov. 

## Papež

### Volitve pod pritiskom
Pod Lambertom Spoletskim je v Rimu vladalo izredno stanje. Volitve papeža so bile močno odvisne od posameznih strank v mestu, ki so z orožjem merile svoje moči. 11. aprila 896 so izvolili Bonifacija, ki ga je še Janez VIII. zaradi nevrednosti odstavil od duhovniške službe. Mnogi so menili, da volitve sploh niso veljavne, ker jih je izsililo oboroženo, od Lamberta nahujskano ljudstvo. 
Izvolitev in posvetitev sta sledili neposredno po smrti papeža Formoza. Zapiski rimske sinode iz 898 omenjajo, da je bil Bonifacij izvoljen pod besnenjem ljudstva med nekim uporom, in da je bilo nasilje, ko ga je rimska duhovščina posvetila v nasprotju s cerkvenimi predpisi; Rimljani so se na ta način zoperstavili tuji Arnulfovi vladavini. 

### Dela
- »Documenta Catholica Omnia« (v latinščini). Pridobljeno 6. decembra 2011.

## Smrt in spomin
Novi papež ni mogel nakazati niti svoje usmeritve, saj je petnajst dni po izvolitvi umrl za protinom, in sicer so ga našli v njegovi palači mrtvega dne 26. aprila 896, ko še ni bil star 91 let, a je bil še pri moči. Po drugih virih pa je bil umorjen, da bi napravil prostor svojemu nasledniku, Štefan VI., ki ga je podpirala spoletska stranka. Tako so ga umorili isti strankarji, ki so ga pripeljali na oblast. Smrt ga je vsekakor doletela v Rimu (Papeška država, Frankovsko cesarstvo; danes: Italija) 

Pokopali so ga in porticu pontificum; to pomeni, v zastebrenem dvorišču stare bazilike svetega Petra, kjer je bilo mnogo grobnic slavnih papežev. Mallio pravi, da je bral njegov epitaf, od katerega je ostal le odlomek. De Rossi   sklepa, da iz tega napisa sledi, da je bil pokopan v veži, cerkvenem preddverju, kjer "magnificis quae sunt iam plena sepulchri" (ki je bila že polna veličastnih grobnic).  To pa je bilo edino pri stari cerkvi sv. Petra v Vatikanu.

### Ocena
- Njegov pontifikat je po kratkosti drugi v zgodovini oziroma tretji, če vključimo papeževanje Štefana II.  ki je trajalo le štiri dni.
- Kljub njegovemu neprimernemu načinu življenja je Bonifacij VI. vštet v vrsto papežev; v nekaterih seznamih manjka, v drugih seznamih pa je omenjen kot protipapež.
- Za papeže je bilo 10. stoletje zares temačno in ga po pravici imenujemo mračno stoletje. Brez cesarske zaščite so bili le še nemočne lutke v rokah rimskega in italijanskega plemstva, ki si je nadzor nad Cerkvijo pridobivalo tako, da je na njene položaje nastavljalo svoje sorodnike ali politične somišljenike. Nadvse zanimiva kronika, ki jo je napisal nemški škof Liutprand,[10] slika razuzdanost na papeževem dvoru; vendar jo je treba brati s pridržkom, saj je bil pisec zelo protirimsko razpoložen in je zato dvomno, da je pisal sine ira et studio[11]. [12]